# アリババと40匹の盗賊
『アリババと40匹の盗賊』（アリババとよんじゅっぴきのとうぞく 英文：Alibaba And Forty Thieves）は、1971年7月18日に「東映まんがまつり」内で公開された、東映動画制作の劇場用アニメ映画である。カラー、56分。
キャッチコピーは「ニョキニョキバブ〜ン 出て来た! 巨大魔物がランプから 一匹のネズミと38匹のネコが魔法の国で魔法の大冒険」。

## 概要
名作「千夜一夜物語」の「アリババと40人の盗賊」をギャグアニメ化した作品。「アラジンと魔法のランプ」のモチーフも使われている。内容は「40人の盗賊」の子孫同士が戦うというもの。そしてアリババと、盗賊の首領の子孫のアル・ハックの善悪を逆転した発想となっている。また本作はハック一味とアリババ一派が中心となるため、女性キャラクターは町の人などのモブ程度の登場で、キーパーソン的なヒロインは存在しない珍しい作品である。
演出はテレビアニメ担当の設楽博。脚本は山元護久で、山元は『ひょっこりひょうたん島』（原作・アニメ双方）や『長靴をはいた猫』などで、音楽担当の宇野誠一郎とたびたび関わるものの、その大半は井上ひさしとの共作であり、単独では劇場アニメでは唯一。この後山元は、1971年10月開始の『さるとびエッちゃん』の主題歌「エッちゃん」や、後の『一休さん』の主題歌「とんちんかんちん一休さん」で、再び宇野と関わる。
大川博は本作が封切られた1か月後の1971年8月17日に死去、本作が最後のプロデュース作品となった。また多数の東映動画作品に関わった宮崎駿（原画担当）は、本作を以て小田部羊一と共に東映動画を退社した。
なお本作は、5年後の1976年7月17日に封切りの「東映まんがまつり」内で、上映時間を53分に短縮してリバイバル上映された。

## ストーリー
アラビアのある所に、「アリババ王国」という国があった。国王のアリババ33世は、かつて40人の盗賊団を倒し宝物を手に入れたアリババの子孫であった。ある朝アリババは朝食を取ろうとするが、出た朝食はペットのメスネコ・ミケの物だけ。そこで警察署長を呼ぶと、署長はそのことで話があると言い、地下の宝物蔵に行った。見ると宝物蔵はもぬけの空、実はあれだけ大量にあった宝物も、先代国王のアリババ32世の時に半分となり、そして現在全て無くなったというのだ。わずかに残っていたのはランプだけ。汚いので擦ってみると、なんと中から怪物が現れた。だがこの怪物はランプの魔物で、何でも願い事を聞いてくれるという。大喜びのアリババは「ありっ丈の食い物と鰹節を2本持ってこい」と要求。ところが魔物は一旦静止して「鰹節って?」と言い返したので、ミケは「私が食べるの」と言う。途端に魔物は「ネコ嫌ァい!!」と叫んでランプに引っ込んでしまう。実は魔物はネコが大の苦手なのだ。これでは魔物が役に立たないと考えたアリババは、署長にネコ狩りを命じた。
こうしてあちこちでネコ狩りが行われる。その様子を見ていた少年アル・ハックと、ハックの従者であるネズミのカジルは止めさせようとするが、逆に退けられた。さらにネコ狩りは強化され、たまりかねたハックとカジルは護送中のネコの中から38匹のネコを救い、小屋に匿う。救い出された38匹のネコの親分・ドラは喜んで、全てハックの部下になると決意、そしてドラたちは、ハックはかつてアリババに倒された盗賊団首領の子孫であることを言う。カジルは、その首領に仕えたネズミの子孫だった。一同はアリババに奪われた宝物を取り戻そうと決意。その時魔物の助けで、兵士たちが小屋を襲ってきた。ハックたちは3日後の満月の日に「がらくた置き場」での再会を誓い、「アル・ハック」「40匹」を合い言葉にすることにして退散した。
やがて魔物の天敵たるネコがいなくなったことで、アリババは魔物を呼び出すと、街の食べ物を片っ端から強奪。さらに自分の権力を示すべく、魔物を使って街のあちこちにアリババ銅像を建てまくるという、やりたい放題し放題の連続。様子を見て苦々しく思うハックであった。
そして満月の日が来た。がらくた置き場にいるハックに、カジルは古い絨毯を持ってきた。これはかつて盗賊団の宝の一つ「空飛ぶ絨毯」で、アリババに宝を奪われる際、カジルの先祖が密かに持ち出した物だ。その時怪しい目が。ハックは「アル・ハック!」と叫んだ。すると「40匹!!」の声が返ってくる。ドラを始めとするネコ達が集まって来たのだ。早速絨毯に乗り込もうとしたが、絨毯は魔物同様ネコが苦手。仕方なく絨毯にハックとカジルが乗り込み、アリババ城に攻め込んだ。怒ったアリババは魔物を呼び出し襲わせる。ハックも絨毯で翻弄するが、途中で絨毯の魔力がエンストして、魔物に襲われ大ピンチ。だがその時、マタタビで催眠状態になったネコたちが風船に乗って飛来、そしてドラも背中の爆弾の爆風で飛来した。魔物とアリババは逃げ出し、地下の宝物蔵へ。ところが中には大勢のネコが。実は街中で捕まったネコは、この宝物蔵に押し込められていたのだ。魔物はダウン、捕らえられたネコは一斉にアリババに襲いかかり、遂にアリババはネコ達とハック一味によって袋の鼠に。一味は「宝物はどこだ!?」と叫ぶが、アリババは「宝物はもう無い」と言い残すと、隙を見て絨毯に飛び乗り逃げ出した。だが途中で再びエンストし、アリババは湖に墜落、オマケに湖のワニに尻を噛まれ、結局自力で逃亡した。この不様振りに大爆笑のハック一味。
やがてハックは魔物を呼び出し、半壊状態のアリババ城を遊園地に改造することを要求、魔物はそれを叶え、アリババ城は遊園地へ生まれ変わった。すると、やって来た子供たちが喜んで遊びだした。本物の宝は取り返せなかったが、ハックにとってはその笑顔が宝物だったのかもしれない。

## 登場キャラクター

### ハック一味
アル・ハック
本編の主人公。アリババ王国の平凡な少年だったが、護送中のドラ達野良ネコを救出したことからネコ達に慕われ、ドラ達に頼まれて「アリババから宝を取り戻そう」と決意、さらにアリババ33世のやりたい放題にたまりかね、「アリババから幸せも取り戻そう」と決意する。なお「アル・ハック」という名前は代々伝わった名前で、かつて初代アリババに倒された盗賊首領も「アル・ハック」という名だったと言う。
カジル
ハックに仕える、眼鏡を掛けたネズミ。彼も代々ハックの家に仕えた身である。
ドラ
38匹の野良ネコのボスで、子分達と共に護送中にハックに助けられたことから、ハックに従う。
ゴロ
ドラの片腕で、野良ネコの中ボス的存在。

### アリババ一派
アリババ33世
アリババ王国の国王。本作では初代アリババが盗賊団から奪った財宝を全て使い果たし、そしてランプの魔物を自由に行動するために、署長や兵士に街中の野良ネコを捕まえさせ、挙げ句の果てに魔物を利用して食物を強奪したり、街中に銅像を建てさせるという、徹底的な悪者になっている。オネエ言葉で話すのが特徴。
警察署長
王国の警察署長で、本名は語られてない。アリババの命に従い、街中の野良ネコを捕まえていた。傲慢なアリババにも不満を漏らさず、常に忠実である。最後ではドラ達に兵士共々襲われ、常用している柄パンツが舞った所で出番は終わり、その後どうなったかは語られてない。
ミケ
アリババのペットであるメスネコ。王宮で飼われていたが、ランプの魔物がネコ嫌いであると判明すると、最初に捕まって地下の宝物蔵に押し込められた。エンディングではハック一味の仲間となっている。

### その他
ランプの魔物
アリババ王宮の宝物蔵に残っていたランプから出てくる魔物。本作では原典『アラジンと魔法のランプ』の様なアラビア風の衣装を着てなく、常に全裸で体はピンク色。またネコが嫌いというため、アリババがネコを拉致するきっかけとなる。一人称は「オレ」で、時々アリババ同様オネエ言葉にもなる。また最後でハック一味が勝利後にハックに呼び出されると、「勝利おめでとう」と述べるなど、結構調子がいい（そのことをハックに突っ込まれた）。

## 声の出演
- アル・ハック：大山のぶ代
- カジル：滝口順平
- アリババ33世：大塚周夫
- ドラ：内海賢二
- ゴロ：納谷悟朗
- ランプの魔物：富田耕生
- 警察署長：田の中勇
- その他：野村道子、永井一郎、今西正男、北川国彦、大竹宏、山田俊司、青二プロ
- 予告編ナレーター：野田圭一

予告編では、野田はドラの声も兼任、またアリババ33世の声も田の中になっている。

## スタッフ
- 製作：大川博
- 企画：高橋勇、茂呂清一、籏野義文[1]
- 脚本：山元護久
- 作画監督：大工原章
- 美術監督：横井三郎
- 原画：奥山玲子、小田克也、菊地貞雄、小田部羊一、森英樹、木野達児、金山通弘、宮崎駿、的場茂夫、阿部隆、角田紘一、池原昭治、森康二
- 動画：生野徹太、堰合昇、笠井晴子、大田朱美、山下恭子、冨永勤、斉藤瑛子、坂野勝子、金山圭子、長谷川玲子、飯田銈一、松原明徳、黒沢隆夫、坂野隆雄、田村真也、草間真之介、篠原征子、小林敏明、小川明弘、薄田嘉信、阿久津文雄、藤本芳弘、堀池義治、村松錦三郎、正井融、服部照夫、浅田清隆、石山毬緒、佐々木章、佐藤有子、長沼寿美子、山田みよ
- 影絵：劇団かかし座
- 色彩設計：下川忠海
- 背景：穂積勝義、山口俊和、城戸求、原田謙一
- トレース：入江三帆子、谷口恭子
- 彩色：秋月ひろみ、矢野邦子
- 特殊効果：林冨喜江、平尾千秋
- ゼログラフィ：福岡秀起、永芳太郎
- 仕上検査：小椋正豊、新納三郎
- 撮影：井出昭一郎、町田賢樹
- 録音：波多野勲
- 録音助手：高橋拓夫
- 編集：千蔵豊、花井正明
- 音響効果：大平紀義
- 記録：高野ヒサ子
- 演出助手：笠井由勝、浦上昭人
- 製作進行：古沢義治
- 現像：東映化学
- 音楽：宇野誠一郎
- 演出：設楽博

## 主題歌・挿入歌
作詞は山元護久、作曲は宇野誠一郎が担当。
- 「アリババと40匹の盗賊の歌」（ボーカル・ショップ）
ドラ達がハックの先祖を教えるため、『アリババと40人の盗賊』（この場面は「かかし座」による影絵）の話を語る間に、「ブリッジ」として短めに歌われる。予告編では早回しで使用。
- 「この日のために」（大山のぶ代、滝口順平、納谷悟朗、内海賢二、ボーカル・ショップ）
満月の夜にドラ達が集合した場面で、『ウエスト・サイド物語』を思わせる踊りと共に歌われる。
- 「雲がおしえてくれる道」（大山のぶ代、ヤング・フレッシュ）
エンディング、遊園地に変わったアリババ城に子供達やハック一味が遊ぶ場面で歌われる。予告編では後半部に使用。

## 映像ソフト
- 東映ビデオからビデオソフト（VHS）とレーザーディスクが発売されたが、既に絶版。現在は同じ東映ビデオから、DVDが発売&レンタルされている（DVDは廉価版「名作セレクション」もあり）。なお「復刻! 東映まんがまつり」バージョン（1971年・1976年双方とも）は発売されてない。

## 同時上映
|          | 作品名                                                       | 原作                       | （声の）出演                                   | 備考                   |
| -------- | ------------------------------------------------------------ | -------------------------- | ---------------------------------------------- | ---------------------- |
| 1971年版 | 魔法のマコちゃん グラウンドの天使                            | 浦川しのぶ                 | 杉山佳寿子、梶哲也、丸山裕子                   | ブローアップ版         |
| 1971年版 | アンデルセン物語 （『カルピスまんが劇場』版）                | H・C・アンデルセン         | 増山江威子、山田康雄                           | ブローアップ版         |
| 1971年版 | 宇宙猿人ゴリ対スペクトルマン                                 | うしおそうじ               | 成川哲夫、大平透、小林清志                     | ブローアップ版         |
| 1971年版 | ゴーゴー仮面ライダー                                         | 石森章太郎                 | 藤岡弘、小林昭二、納谷悟朗                     | 第13話のブローアップ版 |
| 1976年版 | グレンダイザー ゲッターロボG グレートマジンガー 決戦! 大海獣 | 永井豪 石川賢              | 富山敬、石丸博也、神谷明、野田圭一             | 劇場用新作             |
| 1976年版 | 秘密戦隊ゴレンジャー 爆弾ハリケーン！                        | 石森章太郎                 | 誠直也、宮内洋、だるま二郎、伊藤幸雄、小牧りさ | 劇場用新作             |
| 1976年版 | ザ・カゲスター                                               | 八手三郎                   | 立花直樹、早川絵美、納谷悟朗                   | 劇場用新作             |
| 1976年版 | 山口さんちのツトム君                                         | （なし）                   | 斎藤こず恵                                     | 劇場用新作             |
| 1976年版 | 一休さん 虎たいじ                                            | （なし）                   | 藤田淑子、宮内幸平、桂玲子、山田俊司           | ブローアップ版         |
| 1976年版 | 母をたずねて三千里                                           | エドモンド・デ・アミーチス | 松尾佳子、信沢三恵子、永井一郎                 |                        |
| 1976年版 | 宇宙鉄人キョーダイン                                         | 石森章太郎                 | 夏夕介、佐々木剛、堀江美都子、和久井節緒       |                        |

1971年版は初めて特撮が2本上映、ウエイトは『スペクトルマン』が上だったものの、『仮面ライダー』はやがて『まんがまつり』を席巻する作品となる。また『世界名作劇場』作品（および虫プロダクション作品）も『まんがまつり』で初めて上映された。
一方の1976年版は本作を含めて「8本立て」の大盤振る舞い、そのうち半分の4本が新作という状態であった。また1972年春以来の『世界名作劇場』作品として『三千里』が上映された。